# Sue-Anne Wallace
Sue-Anne Wallace AM é uma filantropa australiana.

## Biografia
Wallace formou-se originalmente como farmacêutica na Universidade de Sydney; mais tarde, ela estudou ciências humanas e concluiu um doutoramento em história da arte na Universidade Nacional da Austrália.
De 2005 a 2009 Wallace trabalhou como CEO do Fundraising Institute Australia. Durante a sua gestão, ela desenvolveu um conjunto de princípios e padrões para a prática de arrecadação de fundos com o objectivo de aumentar a prática de arrecadação de fundos para caridade na Austrália. Em 2010 ela foi nomeada presidente do Comité do Código de Conduta do Conselho Australiano para o Desenvolvimento Internacional e, em 2015, foi nomeada vice-presidente da Iniciativa de Garantia de Qualidade Humanitária. Em 2015 recebeu uma bolsa de estudos Churchill e investigou a prática internacional de autorregulação e tratamento de reclamações.
Em 2017 ela foi nomeada Membro da Ordem da Austrália pelos seus serviços ao sector sem fins lucrativos.